# Volume (jeu vidéo)
Pour les articles homonymes, voir Volume (homonymie).
Volume est un jeu vidéo indépendant appartenant au genre du jeu d'infiltration. Il a été développé par Mike Bithell et est sorti le 18 août 2015 sur PC (Microsoft Windows, Mac OS), sur PlayStation 4 et sur PlayStation Vita.

## Histoire
Volume adapte l'histoire de Robin des Bois à un univers cyberpunk. Le joueur incarne Rob Locksley, un jeune révolutionnaire qui se bat contre une mégacorporation qui contrôle l'Angleterre.
Avec l'aide d'une intelligence artificielle appelée Volume, il diffuse ses cambriolages dans le but d'apprendre à la population à rentrer par effraction chez les riches pour les voler, sans faire de victime.

## Système de jeu
Volume est un jeu d'infiltration misant plus sur la réflexion que sur l'action pure. Le joueur doit, à chaque niveau, réaliser un cambriolage en évitant de se faire descendre par les gardes qui protègent l'endroit. La portée de leur vision est figurée par des marques de couleur au sol. Le personnage joué a la possibilité de se mettre en couverture et d'attirer les gardes en sifflant ou en tirant la chasse de toilettes qui se trouvent dans le niveau. Plus tard dans le jeu, il acquiert d'autres gadgets,.
Le mode histoire comprend une centaine de niveaux. Dans chacun d'entre eux, il doit récolter toutes les gemmes qui s'y trouvent et ensuite rejoindre la sortie. De plus, le jeu intègre un éditeur de niveau.

## Accueil
Volume a reçu une note agrégée de 80 % par Metacritic pour la version PC et 71 % pour la version PlayStation 4.